# 런닝맨: 뛰는 놈 위에 노는 놈
《런닝맨: 뛰는 놈 위에 노는 놈》은, 원작 프로그램 SBS TV에 방송되는 런닝맨이며 디즈니+가 국내 런칭되는 날이자, 디즈니+의 북미 출시 2주년이 되는 2021년 11월 12일에 공개하였다.

## 개요
디즈니+에서 한정 공개하는 예능 프로그램이다. 디즈니+의 한국 관련 첫 오리지널 시리즈이자 첫 지역 로컬 오리지널 컨텐츠이며 런닝맨의 첫 스핀오프이다.

## 출연자
- 김종국
- 하하
- 지석진
- 송지효
- 양세찬

## 같이 보기
- 런닝맨 (텔레비전 프로그램)
- 런닝맨 (애니메이션)